# Baba (langue)
Pour les articles homonymes, voir Baba.
Le baba – également connu sous le nom de baba 1, bapa, bapakum, papia, papiakum, supapya, supapya' – est une langue bantoïde des Grassfields parlée par environ 24 500 personnes (2005) dans 5 villages de la région du Nord-Ouest au Cameroun, dans le département du Ngo-Ketunjia et l'arrondissement de Babessi, particulièrement à Baba I, dans la plaine de Ndop.

## Écriture
| A a | B b | Ch ch | D d   | E e | Ə ə | F f | G g | Gh gh | Gb gb | I i | Ɨ ɨ | J j | K k | Kp kp | L l |
| M m | N n | Ŋ ŋ   | Ŋm ŋm | O o | P p | R r | S s | Sh sh | T t   | U u | V v | W w | X x | Y y   | '   |